# Figularia jucunda
Figularia jucunda är en mossdjursart som beskrevs av Ferdinand Canu och Ray Smith Bassler 1929. Figularia jucunda ingår i släktet Figularia och familjen Cribrilinidae. Inga underarter finns listade i Catalogue of Life.